# Клок, Лукаш
Лукаш Клок (чеш. Lukáš Klok; род. 7 июня 1995, Острава) — чешский хоккеист, защитник. Игрок сборной Чехии.

## Карьера
Лукаш Клок является воспитанником остравского хоккея. В 2014 году дебютировал в Экстралиге за «Витковице». Сезон 2018/19 провёл в КХЛ за «Слован». В 2021 году стал чемпионом Финляндии в составе «Лукко». В мае 2021 года перешёл в нижнекамский «Нефтехимик».
С 2016 года выступает за сборную Чехии. Участник чемпионата мира 2021 года.

## Достижения
- Чемпион Финляндии 2021

## Статистика
Обновлено на конец сезона 2020/2021
- Чешская экстралига — 178 игр, 43 очка (18+25)
- Финская лига — 107 игр, 48 очков (9+39)
- КХЛ — 54 игры, 8 очков (1+7)
- Хоккейная лига США — 29 игр, 3 очка (1+2)
- Лига чемпионов — 17 игр, 1 очко (1+0)
- Сборная Чехии — 32 игры, 10 очков (4+6)
- Чешская первая лига — 3 игры
- Всего за карьеру — 420 игр, 113 очков (34+79)